# Eriopyga motilona
Eriopyga motilona är en fjärilsart som beskrevs av William Schaus 1933. Eriopyga motilona ingår i släktet Eriopyga och familjen nattflyn. Inga underarter finns listade i Catalogue of Life.